# Raiffeisenstraße 2 (Hirschlanden)

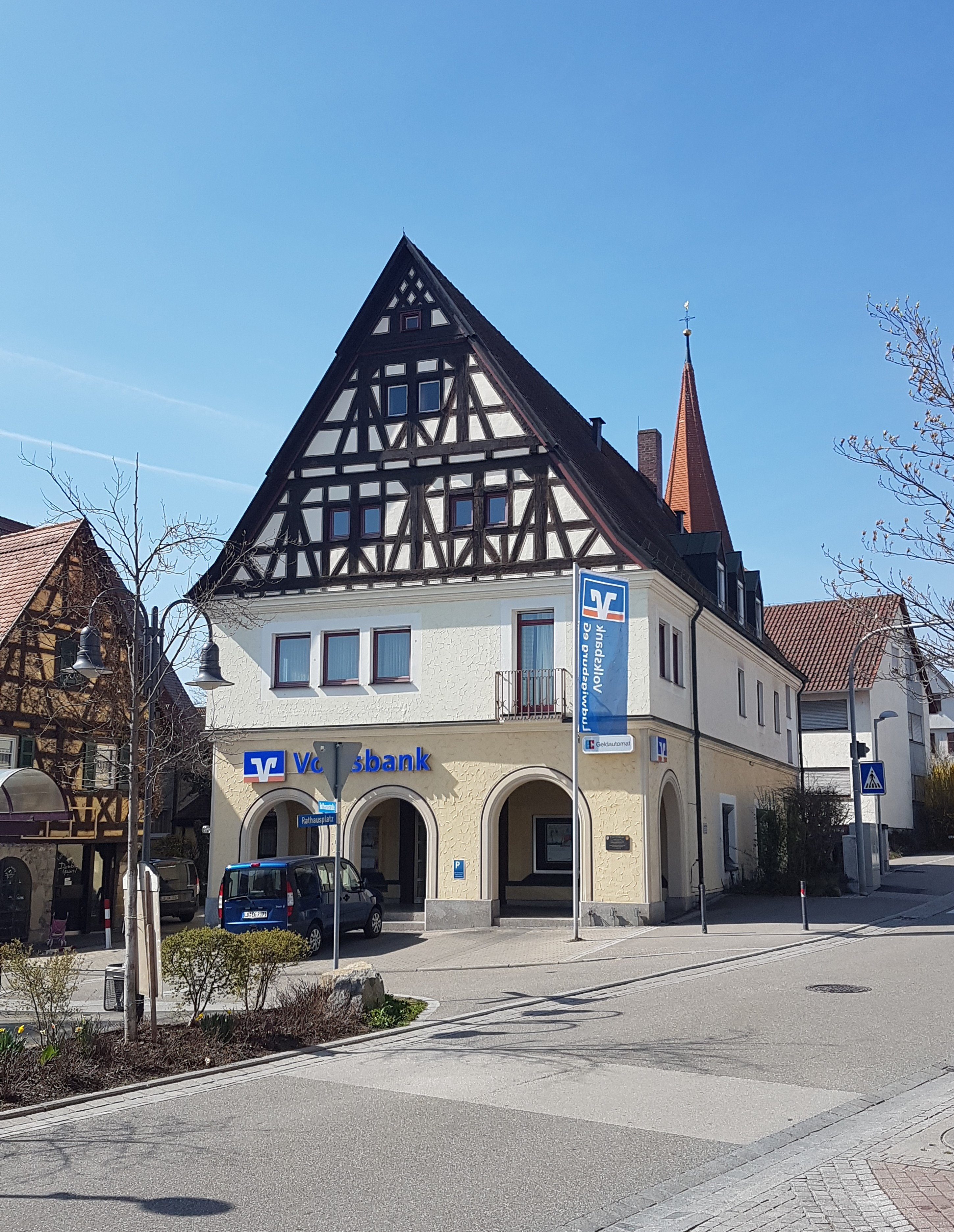
Ansicht von der Heimerdinger Straße

Die ehemalige Hofanlage Raiffeisenstraße 2 (früher: Rathausplatz 7) im Ortsteil Hirschlanden der Stadt Ditzingen, Landkreis Ludwigsburg, ist ein nach § 2 DSchG BW geschütztes Baudenkmal.

## Geschichte
Der ehemalige Bauernhof an exponierter Stelle im Ortszentrum geht vermutlich auf einen der Hirschlander Urhöfe zurück. Wohnhaus und Wirtschaftsgebäude wurden 1812 neu errichtet und sind inschriftlich datiert. Mit der Aussiedlung im Zuge der Flurbereinigung endete die jahrhundertelange Nutzung als landwirtschaftlicher Betrieb. Der letzte private Eigentümer verkaufte die Anlage 1959 an die Genossenschaftsbank Hirschlanden (später in der Volksbank Ludwigsburg eG aufgegangen), die den Hof 1962 sanierte und für ihre Zwecke umbaute. Im Zusammenhang mit der Hirschlander Ortskernsanierung wurde das Grundstück neu geordnet. Auch ein Abbruch und die Neubebauung standen zur Diskussion. Der Gemeinderat setzte sich schließlich für den Teilerhalt des ortsbildprägenden Fachwerkensembles ein. 1982/83 wurde das ehemalige Wohngebäude grundlegend neu aufgebaut und mit einer Arkadenreihe zum Rathausplatz hin neu gestaltet. Von der Originalsubstanz blieb nur der historische Fachwerkgiebel erhalten. Die frühere Scheune wurde durch ein an die alten Gebäudeformen angepasstes Mehrfamilienhaus ersetzt.